# One Fierce Beer Coaster
One Fierce Beer Coaster е името на втория студиен албум на американската фънк метъл група Bloodhound Gang, издаден в края на 1996 година. Този албум представлява повратната точка в кариерата на Bloodhound Gang, след като групата изоставя имиджа и стила от дебюта си и от фънк хип-хоп звученето на Use Your Fingers, претърпял тотален финансов провал, се насочва към алтернативен рок, започвайки използването на реални музикални инструменти. За целта членовете биват заменени почти изцяло като от оригиналния състав остават само фронтменът вокал, текстописец и основател Джими Поп и приятелят му Люпус Тъндър, който хваща китарата. На баса бива привикан стария приятел на Джими Поп от ученическите години Джаред Хаселхоф, а зад барабаните застава тийнеджърът Спанки Джи. Групата все пак не изоставя напълно фънк и хип-хоп корените си вследствие на което към групата се присъединява и DJ Q-Ball, отговорен за интегрирането на скречове и различни електронни ефекти към музиката на Bloodhound Gang, като не рядко се вклщючва като втори вокал.
Албумът постига неочакван успех на пазара в Америка, най-голяма заслуга за което има пилотният сингъл Fire Water Burn, който бързо се превръща в тотален хит и обикаля всички радиа и музикални телевизии в страната. "One Firce Beer Coaster" привлича вниманието на слушателя с особеното си чувство за хумор и пиперливите си фрази и послания в текстовете на Джими Поп, обхващащи всевъзможни теми, табута и стереотопни пародии, а звученето, макар и по-тежко от това на предшественика си, е неангажиращо и до голяма степен игриво и жизнерадостно, комбинирайки стилове като пънк, алтернатив, фънк и хип-хоп.
В албума присъства и кавър на парчето It's Tricky на денс хип-хоп групата Run DMC, на което Bloodhound Gang придава неочаквано енергичен облик, наситено с тежки китари и дръм соло. Песента Boom е записана съвместно с хип-хоп изпълнителя Роб Ван Уинкъл, известен повече като Ванила Айс.

## Песни
1. Kiss Me Where It Smells Funny – 3:10
2. Lift Your Head Up High (And Blow Your Brains Out) – 4:58
3. Fire Water Burn – 4:52
4. I Wish I Was Queer So I Could Get Chicks – 3:49
5. Why's Everybody Always Pickin' On Me? – 3:22
6. It's Tricky – 2:35
7. Asleep at the Wheel – 4:05
8. Shut Up – 3:15
9. Your Only Friends Are Make Believe – 7:02
10. Boom – 4:20
11. Going Nowhere Slow – 4:06
12. Reflections of Remoh – 0:50

## Сингли
- Fire Water Burn
- I Wish I Was Queer So I Could Get Chicks
- Why's Everybody Always Pickin' On Me?

## Музиканти
- Джими Поп – вокали (продуцент, смесване)
- Люпус Тъндър – китари
- Джаред Хаселхоф – бас китара
- Спанки Джи – барабани
- DJ Q-Ball – диджей
- Роб Ван Уинкъл (Ванила Айс) – гост вокалист

## Персонал
- Ейв – продуцент
- Рич Гавалис – записи, преработка, смесване
- Джоузеф Палмичио – мастеринг
- Брет Алпервиц
- Ерик Фарджорджо